# Gabriele Bischoff
Gabriele Bischoff, née le 4 janvier 1961 à Bad Wildungen, est une syndicaliste et femme politique allemande. Membre du Parti social-démocrate d'Allemagne (SPD) et présidente du groupe des travailleurs au sein du Comité économique et social européen (CESE), elle est élue députée européenne en 2019.

## Biographie

### Parcours et formation
Elle est titulaire d'un diplôme en sciences politiques de l'Université libre de Berlin. 
Elle intègre par la suite, en 1991, le syndicat allemand IG Metall, qu'elle quitte en 2000 pour devenir conseillère en affaires sociales à la représentation permanente de l'Allemagne auprès de l'Union européenne. En 2006 et 2008, elle est conseillère du ministre fédéral du Travail et des Affaires sociales.
Elle est dirige les travaux en matière de politiques européens de la Confédération allemande des syndicats jusqu'à son élection au Parlement européen en 2019.

### Engagements européens
Elle est membre du Conseil économique et social européen entre 2009 et 2019.
Gabriele Bischoff est membre du SPD depuis 2008. Elle est élue députée européenne en mai 2019 et réélue en 2024.
Au Parlement européen, elle est depuis 2019 vice-présidente de la commission des affaires constitutionnelles et membre de la commission de l'emploi et des affaires sociales. Elle est également vice-présidente du S&D.
Fédéraliste européenne, elle est vice présidente de l'Europa Union Deutschland, section allemande de l'Union des fédéralistes européens. Membre du bureau du groupe Spinelli, intergroupe fédéraliste au Parlement européen, elle en devient la présidente en juin 2025, succédant au député européen autrichien PPE Lukas Mandl.